# Dźwięk prowadzący
Dźwięk prowadzący w muzyce jest określeniem na dany dźwięk w skali, który ma tendencję do ciążenia ku sąsiadującej z nim tonice.